# Оруджев, Мамед Мамедович
Маме́д Маме́дович Ору́джев (азерб. Məmməd Məmmədəli oğlu Orucov; 1920—1994) — азербайджанский и российский гобоист и педагог. Член КПСС с 1946 года. Заслуженный деятель искусств Российской Федерации (1993), Заслуженный артист РСФСР (1976), Заслуженный артист Азербайджанской ССР (1958).

## Биография
Ученик Николая Солодуева. В 1945—1977 годах солист оркестра Большого театра. С 1966 года преподаватель Московской консерватории, а с 1981 — её профессор. Среди учеников: Вячеслав Лупачёв, Александр Корешков и другие. Автор переложений классических произведений для гобоя.

## Награды и звания
- 1944 — Медаль «За оборону Москвы»
- Медаль «За победу над Германией в Великой Отечественной войне 1941—1945 гг.»
- 27 мая 1951 — Орден «Знак Почёта»
- 22 октября 1958 — Заслуженный артист Азербайджанской ССР
- 25 мая 1976 — Заслуженный артист РСФСР
- 22 мая 1993 — Заслуженный деятель искусств Российской Федерации — за заслуги в области музыкального искусства[2].

## Сочинения
- Гайдн Й. Концерт До мажор. / Ред. М.Оруджева. — М., 1981.
- Альбом юного гобоиста [Ноты] : [перелож. для гобоя и фп.]. — М. : Советский композитор. Вып. 1 / сост., ред. М. М. Оруджев. — 1986. — 36 с. + 20 с. партия гобоя.